# Mudhoney (album)
Mudhoney je první studiové album americké rockové kapely Mudhoney. Album bylo nahráno roku 1989 vydáno na počátku listopadu téhož roku.

## Seznam skladeb
1. "This Gift" – 3:34
2. "Flat Out Fucked" – 2:15
3. "Get Into Yours" – 3:50
4. "You Got It" – 2:50
5. "Magnolia Caboose Babyshit" – 1:07
6. "Come To Mind" – 4:52
7. "Here Comes Sickness" – 3:41
8. "Running Loaded" – 2:50
9. "The Farther I Go" – 2:07
10. "By Her Own Hand" – 3:16
11. "When Tomorrow Hits" – 2:39
12. "Dead Love" – 4:27